# Okány
Okány é um município da Hungria, situado no condado de Békés. Tem 70,62 km² de área e sua população em 2015 foi estimada em 2.563 habitantes.